# Христо Драндаревски
Христо Попкостов Драндаревски (Христофор Константинов Драндаревски) български офицер, генерал-майор, командир на 3-та пехотна бригада.

## Биография
Христо Драндаревски е роден през 1855 г. в Троян. Получава военното си образование в Одеса. Служил е в Ямбол, Пловдив, Варна и Русе. На 23 октомври 1891 г. подполковник Драндаревски, като командир а 3-та пеша бригада е командирован за лечение за 1 месец в Румъния. В Русе в продължение на 26 години е бил началник на Пета пехотна дунавска дивизия и трета пехотна бригада. Бил е осъждан на смърт, като сподвижник на Васил Левски, но помилван с помощта на влиятелни негови близки. Взимал е участие в сръбско-турската и в сръбско-българската война. През 1885 г. е командир на ямболската пеша дружина от Източнорумелийската милиция. Излиза в запас през 1906 г.
Генерал-майор Христо Драндаревски умира на 27 октомври 1921 година.

## Военни звания
- Подпоручик (12 април 1879)
- Поручик (13 юли 1881)
- Капитан (3 март 1884)
- Майор (1 април 1887)
- Подполковник (2 август 1891)
- Полковник (2 август 1895)
- Генерал-майор (15 ноември 1900)

## Награди
През време на службата си е награждаван с множество наши и чуждестранни ордени:
- Народен орден за военна заслуга I степен със звезда
- Царски орден „Свети Александър“ II и III степен
- Орден за 20-годишна отлична служба
- Медал за възшествието на Княз Фердинанд
- Сребърен медал за участие в Сръбско-българската война 1885 г.
- От сръбския крал – с Таковския орден II степен
- От румънския крал – с ордена Корона I степен